# Karim Wade
Karim Meïssa Wade (ur. 1 września 1968 w Paryżu), senegalski polityk, syn prezydenta Senegalu Abdoulaye Wade, przewodniczący Narodowej Agencji Organizacji Współpracy Islamskiej (ANOCI, Agence Nationale de l’Organisation de la coopération islamique). Od 1 maja 2009 minister stanu.

## Życiorys
Karim Wade urodził się w 1968 w Paryżu. Jest synem Abdoulaya Wade i jego żony Viviane, z pochodzenia Francuzki. Uczęszczał do szkoły podstawowej Cours Sainte Marie de Hann w Dakarze, a następnie do szkoły średniej School of Saint Martin of France. Ukończył zarządzanie na paryskiej Sorbonie (Université de Paris I) oraz studia podyplomowe z zakresu finansów.
Karim Wade przez 10 lat pracował w firmie finansowej UBS w Londynie. W 2000 uczestniczył w kampanii wyborczej ojca przed wyborami prezydenckimi. W 2002 został mianowany doradcą prezydenta republiki, odpowiedzialnym za przeprowadzenie głównych projektów restrukturyzacyjnych, w tym restrukturyzację Przedsiębiorstwa Chemicznego Senegalu (Industries Chimiques du Senegal) oraz stworzenie specjalnej strefy ekonomicznej wokół Dakaru.
W czerwcu 2004 Wade został mianowany przewodniczącym Narodowej Agencji Organizacji Współpracy Islamskiej, której celem było przygotowanie jej 11. Szczytu w marcu 2008 w Dakarze. Oprócz organizacji samej imprezy, agencja nadzorowała również budowę całej infrastruktury, jaka miała powstać w rejonie stolicy (drogi, tunele, hotele).
26 sierpnia 2008 Karim Wade, jako przedstawiciel Senegalu spotkał się z prezydentem Nicolasem Sarkozym w celu przedyskutowania planów budowy elektrowni jądrowej w Senegalu. W ostatnich latach w Senegalu pojawiły się opinie, jakoby Karim Wade mógłby być możliwym sukcesorem władzy po swoim ojcu.
W wyborach lokalnych w marcu 2009, Wade został wybrany radnym Dakaru. 1 maja 2009 objął stanowisko ministra stanu ds. współpracy międzynarodowej, planowania miejskiego i regionalnego, transportu powietrznego i infrastruktury w gabinecie premiera Souleymane'a Ndéné Ndiaye'a.
Kairm Wade był żonaty z Francuzką, Karine Wade i ma z nią troje dzieci. Jego małżonka zmarła 10 kwietnia 2009 w Paryżu.